# 八塩温泉
八塩温泉（やしおおんせん）は、群馬県藤岡市（旧国上野国）にある温泉である。温泉宿が三軒あるほか、すぐ近くに日帰り温泉施設「桜山温泉 絹の里別邸」がある。各施設が比較的離れて建っているため温泉街は形成していない。

## 泉質
- ナトリウム・塩化物強塩冷鉱泉
  - 源泉温度15.5℃
  - 無色透明〜薄黄色
  - 加熱式

## アクセス
自家用車を利用する場合、藤岡インターチェンジから鬼石方面へ約20分。
公共の交通機関を利用する場合、JR高崎線本庄駅または新町駅からバスを用いる。本庄駅からは、朝日バス神川町神泉総合支所行にて八塩温泉入口バス停下車、徒歩にて神流川にかかる橋を渡りすぐ。新町駅からは日本中央バス鬼石郵便局前行き、万場行き、上野村ふれあい館行きで八塩温泉郷バス停下車。

## 周辺の様子
- 温泉施設の近隣は住宅地および畑地の他は山地、河川となっており、温泉街は形成していない。飲食店が国道沿いに数件ある他は、近隣にコンビニなどの商店はない。
- すぐ下を神流川が流れる。また、川の支流沿いにアジサイが植えられており、散策コースとなっている。夏にはホタルがみられる。
- 桜山へのハイキングコースの登り口となっている。
- 神流川の対岸に神流川温泉がある。すぐ近くにあるにもかかわらず、全く泉質が異なる。

## 近隣の主な名所・観光地
- 桜山 - 日本さくら名所100選の一つ。冬桜。また麓にみかん園、中腹にりんご園がある。
- 三波石峡
- 下久保ダム
- 金鑚神社
- ゴルフ場が数件有り。